# Remsan
Remsan är en ö i Finland. Den ligger i Bottenviken och i kommunen Larsmo i den ekonomiska regionen  Jakobstadsregionen i landskapet Österbotten, i den nordvästra delen av landet. Ön ligger omkring 88 kilometer nordöst om Vasa och omkring 420 kilometer norr om Helsingfors.
Öns area är 15,5 hektar och dess största längd är 0,9 kilometer i sydöst-nordvästlig riktning.